# Рейг-и-Касанова, Энрике
Энри́ке Рейг-и-Касано́ва (исп. Enrique Reig y Casanova; 20 января 1858, Валенсия, Испания — 25 августа 1927, Толедо, Испания) — испанский кардинал. Епископ Барселоны с 28 марта 1914 по 22 апреля 1920. Архиепископ Валенсии с 22 апреля 1920 по 14 декабря 1922. Архиепископ Толедо и примас Испании с 14 декабря 1922 по 25 августа 1927. Кардинал-священник с 11 декабря 1922, с титулом церкви Сан-Пьетро-ин-Монторио с 25 мая 1923.